# Ключ 199
Ключ 199 (трад. 麥, упр. 麦) — ключ Канси со значением «пшеница»; один из шести, состоящий из одиннадцати штрихов.
В словаре Канси есть 131 символ (из 49 030), которые можно найти c этим радикалом.

## История
Древняя идеограмма изображала колос пшеницы.
В качестве ключевого знака иероглиф используется редко.
В словарях находится под номером 199.

## Древние идеограммы

Вид в Цзягувэнь
Вид в Цзиньвэнь
Вид в большой печати Чжуаньшу
Вид в малой печати Чжуаньшу

## Примеры иероглифов
| Доп. черт | Иероглифы      |
| --------- | -------------- |
| 0         | 麥(麦)         |
| 2         | 𪋿             |
| 3         | 䴬䴭䴮麧       |
| 4         | 䴯䴰麨麩麪麫   |
| 5         | 䴱䴲䴳䴴麬麭麮 |
| 6         | 䴵麯麰         |
| 7         | 䴶䴷䴸麱麲     |
| 8         | 䴺䴻䴼䴽䴹麳麴 |
| 9         | 𪍑麵麺         |
| 10        | 䴾䴿䵀         |
| 11        | 䵁䵂䵅麶       |
| 12        | 䵃             |
| 13        | 䵄             |
| 14        | 䵆             |
| 15        | 𪍿             |
| 18        | 麷             |

- Примечание: Ваш браузер может отображать иероглифы неправильно.